# Radnovce
Radnovce – wieś (obec) na Słowacji położona w kraju bańskobystrzyckim, w powiecie Rymawska Sobota. Pierwsze wzmianki o miejscowości pochodzą z roku 1332. 
Według danych z dnia 31 grudnia 2012, wieś zamieszkiwały 852 osoby, w tym 417 kobiet i 435 mężczyzn.
W 2001 roku rozkład populacji względem narodowości i przynależności etnicznej wyglądał następująco:
- Słowacy – 1,71%
- Czesi – 0,16%
- Romowie – 12,6%
- Węgrzy – 84,91%

Ze względu na wyznawaną religię struktura mieszkańców kształtowała się w 2001 roku następująco:
- Katolicy rzymscy – 54,28%
- Ewangelicy – 0,62%
- Ateiści – 18,51%
- Nie podano – 0,31%